# 제양시
제양(게양, 중국어: 揭阳, 병음: Jiēyáng)은 중화인민공화국 광둥성의 지급시이다. 동쪽으로 산터우, 북동쪽으로 차오저우, 북쪽으로 메이저우, 서쪽으로 산웨이와 접하고 남쪽으로 남중국해에 면한다.

## 역사
고대에는 백월의 활동 지역이었지만, 진시황제가 중국을 통일한 후 기원전 214년에 게양수수구(掲陽戍守区)가 설치되어 남해군의 관할이 되었다. 기원전 111년, 전한의 무제에 의해 남월국이 멸망하면서 게양현이 설치되어 중화민국 시대까지 그 지명이 계속되었다.
1930년대에 수많은 제양의 주민들이 더 나은 삶을 추구하고자 인도네시아, 태국 등으로 이주했다. 중화인민공화국 성립 후에 제양 현은 차오산 전구, 웨둥 행정구, 산터우 전구, 산터우 시의 관할이 되었지만, 1991년 12월 7일에 지급시로 승격해 현재에 이르고 있다.

## 경제
벼농사와 방직 산업이 경제의 중요한 부분을 차지한다.

## 기후
| 제양시의 기후                                                 | 제양시의 기후 | 제양시의 기후 | 제양시의 기후 | 제양시의 기후 | 제양시의 기후 | 제양시의 기후 | 제양시의 기후 | 제양시의 기후 | 제양시의 기후 | 제양시의 기후 | 제양시의 기후 | 제양시의 기후 | 제양시의 기후 |
| 월                                                            | 1월           | 2월           | 3월           | 4월           | 5월           | 6월           | 7월           | 8월           | 9월           | 10월          | 11월          | 12월          | 연간          |
| ------------------------------------------------------------- | ------------- | ------------- | ------------- | ------------- | ------------- | ------------- | ------------- | ------------- | ------------- | ------------- | ------------- | ------------- | ------------- |
| 역대 최고 기온 °C (°F)                                        | 29.5 (85.1)   | 30.5 (86.9)   | 33.0 (91.4)   | 35.3 (95.5)   | 36.2 (97.2)   | 39.2 (102.6)  | 39.7 (103.5)  | 38.9 (102.0)  | 37.8 (100.0)  | 35.9 (96.6)   | 33.7 (92.7)   | 33.0 (91.4)   | 39.7 (103.5)  |
| 일평균 최고 기온 °C (°F)                                      | 19.5 (67.1)   | 20.2 (68.4)   | 22.3 (72.1)   | 26.2 (79.2)   | 29.4 (84.9)   | 31.7 (89.1)   | 33.5 (92.3)   | 33.2 (91.8)   | 32.1 (89.8)   | 29.3 (84.7)   | 25.7 (78.3)   | 21.4 (70.5)   | 27.0 (80.7)   |
| 일일 평균 기온 °C (°F)                                        | 14.7 (58.5)   | 15.6 (60.1)   | 17.9 (64.2)   | 22.0 (71.6)   | 25.4 (77.7)   | 27.8 (82.0)   | 29.1 (84.4)   | 28.8 (83.8)   | 27.8 (82.0)   | 24.8 (76.6)   | 20.9 (69.6)   | 16.5 (61.7)   | 22.6 (72.7)   |
| 일평균 최저 기온 °C (°F)                                      | 11.5 (52.7)   | 12.7 (54.9)   | 15.0 (59.0)   | 19.0 (66.2)   | 22.7 (72.9)   | 25.2 (77.4)   | 26.0 (78.8)   | 25.8 (78.4)   | 24.7 (76.5)   | 21.5 (70.7)   | 17.6 (63.7)   | 13.2 (55.8)   | 19.6 (67.3)   |
| 역대 최저 기온 °C (°F)                                        | 2.3 (36.1)    | 3.7 (38.7)    | 4.1 (39.4)    | 9.6 (49.3)    | 15.2 (59.4)   | 19.0 (66.2)   | 21.6 (70.9)   | 22.7 (72.9)   | 18.4 (65.1)   | 12.5 (54.5)   | 7.0 (44.6)    | 0.9 (33.6)    | 0.9 (33.6)    |
| 평균 강수량 mm (인치)                                         | 39.9 (1.57)   | 54.8 (2.16)   | 100.8 (3.97)  | 143.0 (5.63)  | 193.1 (7.60)  | 308.6 (12.15) | 281.8 (11.09) | 299.2 (11.78) | 195.5 (7.70)  | 33.4 (1.31)   | 41.5 (1.63)   | 35.7 (1.41)   | 1,727.3 (68)  |
| 평균 강수일수 (≥ 0.1 mm)                                      | 6.4           | 9.4           | 12.7          | 13.5          | 16.5          | 19.4          | 16.2          | 16.8          | 11.8          | 4.4           | 5.0           | 5.9           | 138           |
| 평균 상대 습도 (%)                                            | 74            | 77            | 79            | 80            | 81            | 83            | 80            | 80            | 77            | 72            | 73            | 72            | 77            |
| 평균 월간 일조시간                                            | 135.4         | 103.0         | 100.1         | 111.1         | 135.9         | 152.1         | 214.7         | 196.1         | 183.2         | 187.2         | 163.0         | 147.6         | 1,829.4       |
| 가능 일조율                                                   | 40            | 32            | 27            | 29            | 33            | 37            | 52            | 49            | 50            | 52            | 50            | 45            | 41            |
| 출처: 중국기상국 (평년값: 1991년~2020년, 극값: 1981년~2010년) |               |               |               |               |               |               |               |               |               |               |               |               |               |

## 행정 구역

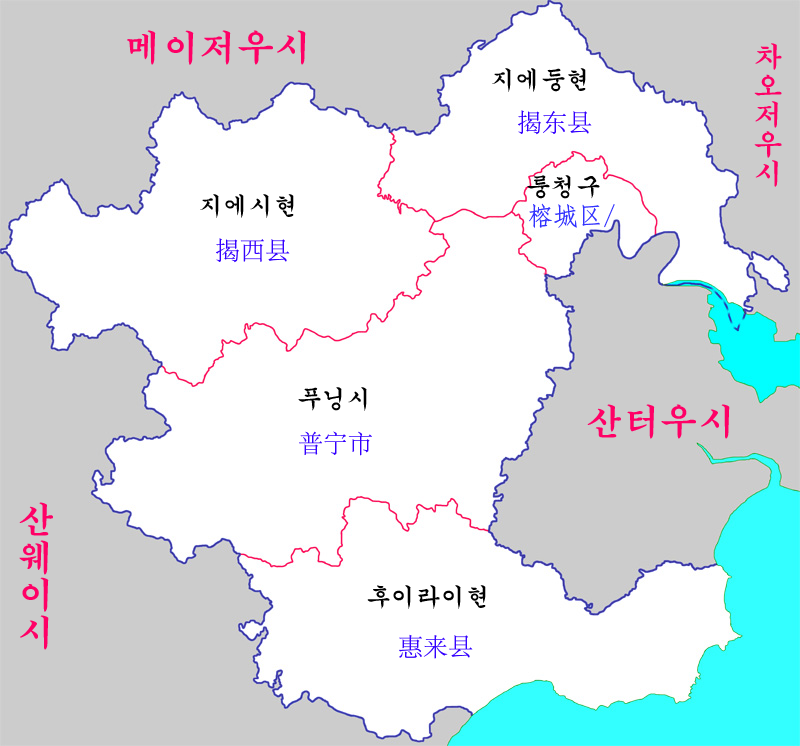
제양 시의 행정구역

2개의 시할구, 1개의 현급시, 2개의 현을 관할한다.
시할구
- 룽청 구(榕城区)
- 제둥 구(揭东区)

현급시
- 푸닝 시(普宁市)

현
- 후이라이 현(惠来县)
- 제시 현(揭西县)

## 언어와 문화
조주어는 이 지역의 우세한 언어이다. 그러나 제시 현의 객가인 사이에서 하카어가 제한적으로 사용된다.

## 교통

### 항공
- 제양 차오산 국제공항

### 철도
- 제양 역